# Samat Scharynbetow
Samat Schanatuly Scharynbetow (kasachisch Самат Жанатұлы Жарынбетов Samat Janatūly Jarynbetov; * 4. Januar 1994 in Ekibastus) ist ein kasachischer Fußballspieler.

## Karriere

### Verein
Scharynbetow begann seine Karriere 2011 beim Verein FK Ekibastus. Im Jahr 2017 wechselte er zu Tobyl Qostanai. Mit Tobol gewann er unter anderem 2021 den kasachischen Supercup sowie 2023 den kasachischen Pokal. Anschließend schloss er sich 2024 dem Verein Ordabassy Schymkent an. Bereits im Februar 2025 wechselte er weiter zu FK Qysyl-Schar SK.

### Nationalmannschaft
Sein Debüt in der kasachischen Fußballnationalmannschaft gab Scharynbetow am 4. September 2021 beim WM-Qualifikationsspiel gegen 
Finnland, als er in der 81. Minute eingewechselt wurde.